# Маркос Соарис Татажиба
Маркос Соарис Татажиба (на португалски: Marcos Soares Tatagiba) е бразилски неврохирург и професор по медицина.

## Кариера
След завършването на медицинско образование в Рио де Жанейро заминава за Германия. От 1987 г. работи при проф. Меджид Самии в неврохирургическата клиника в Хановер.
След изследователско пребиваване в Цюрих се хабилитира през 1995 г. в Медицинския университет в Хановер (MHH).
- 1998-2002 г. главен лекар в MHH
- от 2000 г. главен лекар както в MHH така и в новосъздадения International Neuroscience Institute (INI), Хановер.
- от октомври 2002 г. заместник-директор на неврохирургическата университетска клиника Фрайбург
- от септември 2003 г. директор на неврохирургическата университетска клиника Тюбинген
- от 2001 гостуващ професор в Affiliated Jiangyin Hospital of the Southeast University School of Medicine в Китай
- 2003 гостуващ професор в Wayne State University в Детройт

През 2006 г. получава заедно с проф. Дуфнер наградата за иновации от немското министерство за образование и изследване (BMBF) във връзка с проекта „Neuro-Comrade“ (интелигентна мегатронска система за неврохирургията – оперативен робот с микроскоп).

## Публикации
- "Zur Regeneration des axotomierten Nervus cochlearis der adulten Ratte", Hannover, Med. Hochsch., Habil.-Schr., 1997
- Samii's Essentials in Neurosurgery: Madjid Samii's Heritage, Berlin, Springer, 2007, ISBN 3-540-49249-6; ISBN 978-3-540-49249-8
- Combining Neuroscience with Neurosurgery: 1st International Symposium on Cognitive Neurosurgery, Knirsch, 2007, ISBN 3-927091-75-8; ISBN 978-3-927091-75-7